# Этьен из Вахки
Этьен из Вахки, или Стефан Вахкаци, — армянский учёный и миниатюрист XIII века, творивший в Киликийском армянском царстве.

## Биография
Родился, предположительно, в конце XII века или начале XIII века в Киликийском армянском царстве. Жил и работал в крепости Вахка, являвшейся родовым замком царской династии — Рубенидов. Работы миниатюриста, дошедшие до нас, хранятся в различных музеях мира.

## Работы
Среди известных работ стоит отметить миниатюру в «Королевском требнике» 1270 года, где царь Левон II с Васаком (сводным братом короля Хетума), держащим корону позади него, предстаёт перед ликом младенца Христа. Изображение Христа в данной работе уникально — подобного более не встречается в армянском изобразительном искусстве. По всей видимости, работа была создана под влиянием западных образцов․
Другой примечательной работой является «Сборник», составленный близ Бардзраберда приблизительно в 1266 году. На одной из страниц сборника изображен брат царя — Ованес (Ованес Аркаехбайр), склонивший колени у ног Иоанна Евангелиста. Этот манускрипт подчеркивает свою оригинальность характерной красотой письма и особым расположением текста. Если Евангелист изображен в статичной манере, то заказчик произведения сидит у его ног довольно реалистично. Надпись же под миниатюрой уточняет, что заказчиком является епископ Ованес, брат царя.